# تور ده بوزی
تور ده بوزی (به ایتالیایی: Torre de' Busi) یک کومونه در ایتالیا است که در استان برگامو واقع شده‌است. تور ده بوزی ۹٫۲ کیلومتر مربع مساحت و ۱٬۹۷۰ نفر جمعیت دارد و ۴۷۲ متر بالاتر از سطح دریا واقع شده‌است.